# Wぅ杯 番組交流戦スペシャル
Wぅ杯 番組交流戦スペシャル（わらうはい ばんぐみこうりゅうせんスペシャル）は、2006年6月13日〜15日と18日の4回にわたって、フジテレビ系列で放送されるゴールデンタイムで放送されている番組で同じフジテレビ系列で放送されている番組の出演者が担当している番組以外の番組に登場する相互乗り入れ企画となっている。その企画は『2006 FIFAワールドカップ』のグループステージ期間中でW杯ハイライトの裏で放送した。
また、11月13日〜19日には同じスタイルで『2006世界バレー』の裏で『世界バラエティ選手権』を放送していた。そして2011年2月9日には『ヘキサはねるホンマ123』、2月12日には『めちゃ×2衝撃映像社 超イケてるッ!コラボスペシャル』、8月31日と11月23日には『はねるホンマ123』が放送された。

## 相互乗り入れを実施していた番組

### 6月13日
- 19:00〜20:54 - カスペ!『クイズ!年の差なんて2006』
  - 詳細は上記の項を参照。

### 6月14日
- 19:00〜19:57 - クイズ!ヘキサゴンII
  - 『はねトび』からキングコングとドランクドラゴンとインパルスが登場した。
- 19:57〜20:54 - はねるのトびら
  - 『ヘキサゴンII』から香田 晋が『放課後の音楽室』のコーナーに登場した。

### 6月15日
- 19:00〜19:57 - クイズ$ミリオネア
  - 『アンビリバボー』から関根 勤と佐藤藍子と山川恵里佳が登場した。
- 19:57〜20:54 - 奇跡体験!アンビリバボー（この日だけモノステレオ放送）
  - 『ミリオネア』からみのもんたが登場した。

### 6月18日
- 19:28〜19:58 - 平成教育2006予備校（この日だけモノステレオ放送）
  - 『ジャンク』から三宅正治アナが登場した。
  - 一部のシンキングタイムの時、「勉強小僧」ならぬ「浜田小僧」（声は浜田雅功）が登場。
- 19:58〜20:54 - ジャンクSPORTS
  - 『平成教育予備校』から水道橋博士（浅草キッド）と高島 彩アナが登場した。

## その他の番組で相互乗り入れを実施した形跡

### 『Wぅ杯』放送以前
- 笑っていいとも!×平成教育テレビ（1992年7月）
  - 『いいとも!』に『平成教育TV』からビートたけしが、『平成教育TV』に『いいとも!』からタモリと明石家さんま（当時レギュラー）が登場した。
- いいひと。×ギフト（1997年）
  - 『いいひと。』に『ギフト』から木村拓哉（SMAP）が、『ギフト』に『いいひと。』から草彅 剛（SMAP）が登場した。
- 中居正広のボク生きII×少年頭脳カトリ（1999年1月）
  - 『ボク生きII』に『カトリ』から香取慎吾（SMAP）が、『カトリ』に『ボク生きII』から中居正広（SMAP）が登場した。
- ポンキッキーズ×マッハブイロクドラマスペシャル『Big大作戦』（2000年6月）
  - 『ポンキッキーズ』に『Big大作戦』からカミングセンチュリーが、『Big大作戦』に『ポンキッキーズ』から爆チュー問題（爆笑問題）が登場した。
- とんねるずのみなさんのおかげでした×FNS27時間テレビ2004（2004年7月）
  - 『みなおか』に『27時間TV』からナインティナインが、『27時間TV』に『みなおか』からとんねるずが登場した。
- トリビアの泉×タモリのジャポニカロゴス（2005年1月）
  - 『トリビア』に『ジャポロゴ』から内田恭子アナ（当時）が、『ジャポロゴ』に『トリビア』からビビる大木が登場した。

### 『Wぅ杯』放送以後
- HERO特別編×はねるのトびら（2006年7月）
  - 『HERO』に『はねトび』から鈴木 拓（ドランクドラゴン）が、『はねトび』に『HERO』から松たか子が登場した。
- ネプリーグ×ドラマスペシャルちびまる子ちゃん（2006年10月）
  - 『ネプリーグ』に『ちびまる子ちゃん』から高橋克実と清水ミチコとモト冬樹と市毛良枝と笠井信輔アナと森迫永依と美山加恋が、『ちびまる子ちゃん』に『ネプリーグ』から原田泰造（ネプチューン）が登場した。
- 緊急アンコール企画ちびまる子ちゃん アニメからドラマまで全部見せちゃうよスペシャル×のだめカンタービレ（2006年12月）
  - 『ちびまる子ちゃん』に『のだめ』から玉木 宏（VTR出演）が、『のだめ』に『ちびまる子ちゃん』から森迫永依が登場した。
- 超魔術VS超能力!!これは奇跡か!?Mr.マリックが世界の怪人たちを徹底検証スペシャル×まるまるちびまる子ちゃん（2007年5月）
  - 『超魔術VS超能力!!』に『まるちび』から三村マサカズ（さまぁ〜ず）と伊藤綺夏が、『まるちび』に『超魔術VS超能力!!』からMr.マリックが登場した。
- ザ・ベストハウス123×まるまるちびまる子ちゃん（2007年6月）
  - 『ベストハウス』に『まるちび』からモト冬樹が、『まるちび』に『ベストハウス』から田村 淳（ロンドンブーツ1号2号）と友近と茂木健一郎が登場した。
- まるまるちびまる子ちゃん×マジック革命!セロ!!（2007年7月）
  - 『まるちび』に『マジック革命!セロ!!』からセロが、『マジック革命!セロ!!』に『まるちび』からモト冬樹と宮崎美子と村崎真彩と伊藤綺夏が登場した。
- SMAP×SMAP×マジック革命!セロ!!（2007年7月）
  - 『スマスマ』に『マジック革命!セロ!!』からセロが、『マジック革命!セロ!!』に『スマスマ』から香取慎吾（SMAP）が登場した。
- 爆笑レッドカーペット×めちゃ×2イケてるッ!（2009年5月）
  - 『レッドカーペット』に『めちゃイケ』から鈴木紗理奈・雛形あきこが、『めちゃイケ』にレッドカーペットレギュラーが登場した。
- マルモのおきて×花ざかりの君たちへ〜イケメン☆パラダイス〜2011（2011年7月）
  - 『マルモ』に『イケパラ2011』から前田敦子（AKB48）・中村 蒼・三浦翔平が、『イケパラ2011』に『マルモ』から芦田愛菜・鈴木 福・ムック（犬）が登場した。
- めちゃ×2イケてるッ!×花ざかりの君たちへ〜イケメン☆パラダイス〜2011（2011年9月）
  - 『めちゃイケ』に『イケパラ2011』から前田敦子（AKB48）が、『イケパラ2011』に『めちゃイケ』から三中元克が登場した。
- めちゃ×2イケてるッ!×人志松本のすべらない話22（2012年6月）
  - 『めちゃイケ』に『すべらない話22』から千原ジュニア（千原兄弟）と宮川大輔が、『すべらない話22』に『めちゃイケ』から後藤淳平（ジャルジャル）と重盛さと美と三中元克が登場した。
- めちゃ×2イケてるッ!スペシャル×志村けんのバカ殿様（2013年1月）
  - 『めちゃイケSP』に『バカ殿様』から志村けんが、『バカ殿様』に『めちゃイケSP』からナインティナインが登場した。
- SMAP×SMAP×笑っていいとも!グランドフィナーレ感謝の超特大号（2014年3月）
  - 『スマスマ』に『いいとも!特大号』からタモリが、『いいとも!特大号』に『スマスマ』からSMAPが登場した。